# Gorgip
Gorgip  (en grec antic: Γόργιππος) va ser rei del Bòsfor del 389 aC al 349 aC. Era de la dinastia Espartòquida.
Encara que els parentius estan mal determinats sembla que era germà del rei Leucó I, segons Poliè. Aquest, després de la mort del seu pare Sàtir I, i en plena guerra per la conquista de Teodòsia i altres colònies gregues (principalment milèsies) el va associar al govern, fet freqüent entre els reis del Bòsfor. Més endavant Gorgip va fundar la colònia de Gorgípia a la costa nord de la mar Negra.
Els atenencs descrivien Gorgip com un «tirà despietat», igual que a Parisades I, fill del seu germà, i a Sàtir I. Una filla de Gorgip es va casar més tard amb el seu cosí Parisades I.